# Clithrocytheridea virginiensis
Clithrocytheridea virginiensis is een mosselkreeftjessoort uit de familie van de Cytherideidae. De wetenschappelijke naam van de soort is voor het eerst geldig gepubliceerd in 1953 door Maldin.